# Xã Lake Lillian, Quận Kandiyohi, Minnesota
Xã Lake Lillian (tiếng Anh: Lake Lillian Township) là một xã thuộc quận Kandiyohi, tiểu bang Minnesota, Hoa Kỳ. Năm 2010, dân số của xã này là 190 người.